# Saskatchewan Rattlers
I Saskatchewan Rattlers sono una società di pallacanestro canadese con sede a Saskatoon, nel Saskatchewan.
Fondati nel 2018, dal 2019 disputano il campionato della CEBL, dove hanno vinto il titolo nella loro prima stagione.

## Stagioni
| Stagione | Lega | Denominazione         | V  | P  | %    | Piazzamento | Play-off |
| -------- | ---- | --------------------- | -- | -- | ---- | ----------- | -------- |
| 2019     | CEBL | Saskatchewan Rattlers | 11 | 9  | 55,0 | 3º          | Campioni |
| 2020     | CEBL | Saskatchewan Rattlers | 1  | 5  | 16,7 | 7º          | -        |
| 2021     | CEBL | Saskatchewan Rattlers | 1  | 13 | 7,1  | 7º          | -        |